# Burträsket
Burträsket er en sø i Västerbotten i Västerbottens län i det nordlige Sverige, med et areal på 14 km². Søen gennemløbes af Bureälven og ved søen ligger landsbyen Burträsk. Søen er kendt for et godt sandartfiskeri og store gedder. Bureälven har sit indløb ved Burträsk og udløb ved Bodbysund.
64°31′N 20°41′Ø / 64.517°N 20.683°Ø